# Pierogowiec
Pierogowiec (prononciation : [pjɛrɔˈɡɔvjɛt͡s]) est un village polonais de la gmina de Tarnogród dans le powiat de Biłgoraj de la voïvodie de Lublin dans l'est de la Pologne.
Il se situe à environ 6 kilomètres au sud de Tarnogród (siège de la gmina), 26 kilomètres au sud de Biłgoraj (siège du powiat) et 104 kilomètres au sud de Lublin (capitale de la voïvodie).

## Histoire
De 1975 à 1998, le village est attaché administrativement à la voïvodie de Zamość.

Depuis 1999, il fait partie de la voïvodie de Lublin.